# Мелани Браун
Мелани Џенин Браун (енгл. Melanie Janine Brown), позната као Мелани Би (енгл. Melanie B) или Мел Би (енгл. Mel B), енглеска је певачица, најпознатија као Скери Спајс (енгл. Scary Spice) у женском бенду Спајс герлс. Соло каријером је почела да се бави 1999. године, а сада је поново постала Скери Спајс, будући да су се Спајсице поново ујединиле, ради светске турнеје Повратак Спајс Герлс.

## Приватан живот
Мелани Би је рођена 29. маја 1975. године у Лидсу, Енглеска. Њена мајка Андреа је Енглескиња, а отац Мартин црнац. Има млађу сестру Данијел, која је глумица. Школовала се за извођача у Средњој школи Интејк у Лидсу, док 1994. године није постала чланица Спајс Герлс. За то време, радила је као плесачица у познатом летовалишту Блекпул.
За време турнеје Спајс Герлс 1998. године, Мелани Би је упознала холандског плесача Џимија Гулзара. Венчали су се 13. септембра 1998. године, и Мелани Би су тада звали „Мелани Џи“ (Melanie G). Њихова кћерка, Феникс Чи, рођена је 19. фебруара 1999. године. Ипак, уследила су неслагања у браку, који је потпуно колапсирао 1999. Развели су се 2000. године, а највише пажње привукла је њихова битка за Феникс Чи. На крају, Мелани Би је добила старатељство над кћерком, али је морала да плати 1,25 милиона фунти свом бившем мужу.
Заједно са својом кћерком, 2003. се преселила у Лос Анђелес. 2006. године, Мел Би била је у центру пажње светске јавности, због своје везе са холивудским глумцем Едијем Марфијем. Непотврђене су гласине да су се верили и да су планирали венчање. 17. октобра 2006. године, Мелани Би је потврдила да носи Марфијево дете. У децембру 2006. године, објављено је да Браун и Марфи више нису заједно. Марфи није желео да призна дете, док се то не докаже. Ајрис Ејнџел Марфи Браун родила се 3. априла 2007. године, што је случајно и Марфијев рођендан. Коначно, 22. јуна 2007. је доказано да је Марфи отац Меланиног детета.
У фебруару 2007. године, Мелани Би је потврдила да је у вези са филмским продуцентом Стефаном Белафонтеом. Браун и Белафонте венчали су се у јуну 2007. у Лас Вегасу.

## Музичка каријера

### Спајс Герлс
Мелани Би је своју професионалну каријеру почела као Скери Спајс у женском бенду Спајс Герлс, заједно са Мелани Чизом, Џери Халивел, Викторијом Адамс и Емом Бантон. Постале су светски познате 1996. године, својим дебитанским синглом "Wannabe" и својим првим албумом Спајс. Владале су светском сценом три године, када их је 1998. године напустила Џери Халивел. За те три године, снимиле су два албума, освојиле мноштво награда, обишле свет, снимиле један филм и одрадиле једну светску турнеју. Преостале четири Спајсице су 2000. године снимиле албум Заувек, а званично су се разишле 2001. године. Поново су се окупиле 2007. године, ради светске турнеје Повратак Спајс Герлс, и то свих пет чланица, а такође су издале компилацију хитова The Greatest Hits.

### Соло каријера
Њена соло каријера почела је 1998. године, објављивањем сингла "I Want You Back", који је урадила заједно са Миси Елиот. Следећи сингл, "World Up", појавио се 28. јуна 1999. године, а цео албум Hot 9. октобра 2000. Такође, успешни синглови били су "Tell Me" и "Feels So Good". Њен последњи успешни сингл, "Lullaby", објављен је 4. јуна 2001. године.
Следећи соло албум, LA State of Mind, изашао је 27. јуна 2005. године, који је садржао албум и DVD издање, које прати Меланин живот у Лос Анђелесу. Албум није постигао успех. Током прве недеље, продао се у само 670 примерака. Ипак, у малим земљама као што је Хрватска, имао је успеха, где се ранкирао на 5. место најпродаванијих иностраних албума. Једини сингл са овог албума, "Today", имао је јако лош успех на топ-листама. Прича се да је планирано још синглова са овог албума, али да нису објављени због јако лоше продаје. Због јако лошег успеха, Мелани Би је добила отказ од издавачке куће "Amber Cafe".
Заједно са плесачем Максимом Чмерковским, Мелани Би је 2007. учествовала у емисији Плес са звездама. Стигли су до финала, које је одржано 27. новембра 2007. Иако су били главни фаворити, на крају су заузели друго место. Током финалне вечери, пратиле су је остале Спајсице.